# Шаботова, Анастасия Сергеевна
Анастаси́я Серге́евна Ша́ботова (укр. Анастасія Сергіївна Шаботова, род. 17 января 2006) — украинская фигуристка, выступающая в одиночном катании. Трёхкратная чемпионка Украины (2020—2022) и участница Олимпийских игр (2022).

## Карьера
Анастасия Шаботова родилась 17 января 2006 года. На начальном этапе занималась в СШОР «Москвич», в 2017 году перешла в спортивную школу «Снежные барсы», где её тренером стала Светлана Панова.
На детском и юниорском уровне принимала участие во внутренних российских соревнованиях. Так, в 2018 году стала победительницей Мемориала Н.А. Панина в разряде Кандидатов в мастера спорта.
В 2019 году Анастасия Шаботова заявила, что в группе Этери Тутберидзе подросткам дают допинг. Тренер спортсменки тогда заявила, что подросток посчитал допингом обычные витамины, которые ему дали.
В июле 2019 года, получив разрешение от Федерации фигурного катания Москвы, сменила спортивное гражданство и стала представлять сборную Украины. Осенью того же года, завоевала две медали юниорских международных турниров. На дебютном чемпионате Украины среди взрослых Шаботова уверенно стала победительницей, с отрывом более 46 баллов по сумме двух программ от ближайшей преследовательницы. В начале произвольной программы была предпринята неудачная попытка исполнения тройного акселя. К званию чемпионки Украины среди взрослых добавила титул национальной чемпионки в юниорском разряде.
В октябре 2020 года Анастасия выиграла юниорский турнир Budapest Trophy, выполнив тройной аксель, тем самым стала двенадцатой девушкой в истории, исполнившей этот прыжок на международных соревнованиях. В настоящее время[когда?] главным тренером Шаботовой является Марина Амирханова. Светлана Панова является тренером-консультантом.
В составе сборной Украины выступила на Олимпийских играх, где заняла последнее 30 место.
После нападения России на Украину Шаботова поставила лайк под постом Евгения Плющенко, в котором он поддержал российское вторжение. Приказом Министерства молодежи и спорта Украины она была исключена из национальной сборной. Министр Вадим Гутцайт уточнил, что спортсменка была исключена по той причине, что даже перейдя в сборную Украины предпочитала жить в России.

## Результаты
| Соревнования                | 19/20         | 20/21         | 21/22         |
| Международные               | Международные | Международные | Международные |
| --------------------------- | ------------- | ------------- | ------------- |
| Олимпийские игры            |               |               | 30            |
| Warsaw Cup                  |               |               | 6             |
| Nebelhorn Trophy            |               |               | 5             |
| Мемориал Дениса Тена        |               |               | 3             |
| Ice Star                    |               |               | 3             |
| Международные среди юниоров |               |               |               |
| Чемпионат мира              | 20            |               |               |
| Гран-при Словакии           |               |               | 10            |
| Budapest Trophy             |               | 1             |               |
| Ice Star                    | 1             |               |               |
| Volvo Open Cup              | 2             |               |               |
| Национальные                |               |               |               |
| Чемпионат Украины           | 1             | 1             | 1             |
| ЧУ среди юниоров            | 1             |               |               |